# Janov nad Nisou
Janov nad Nisou, bis 1947 Honsberk, (Johannesberg) ist eine Gemeinde mit ca. 1400 Einwohnern im Okres Jablonec nad Nisou (Gebietskörperschaft) in Tschechien.

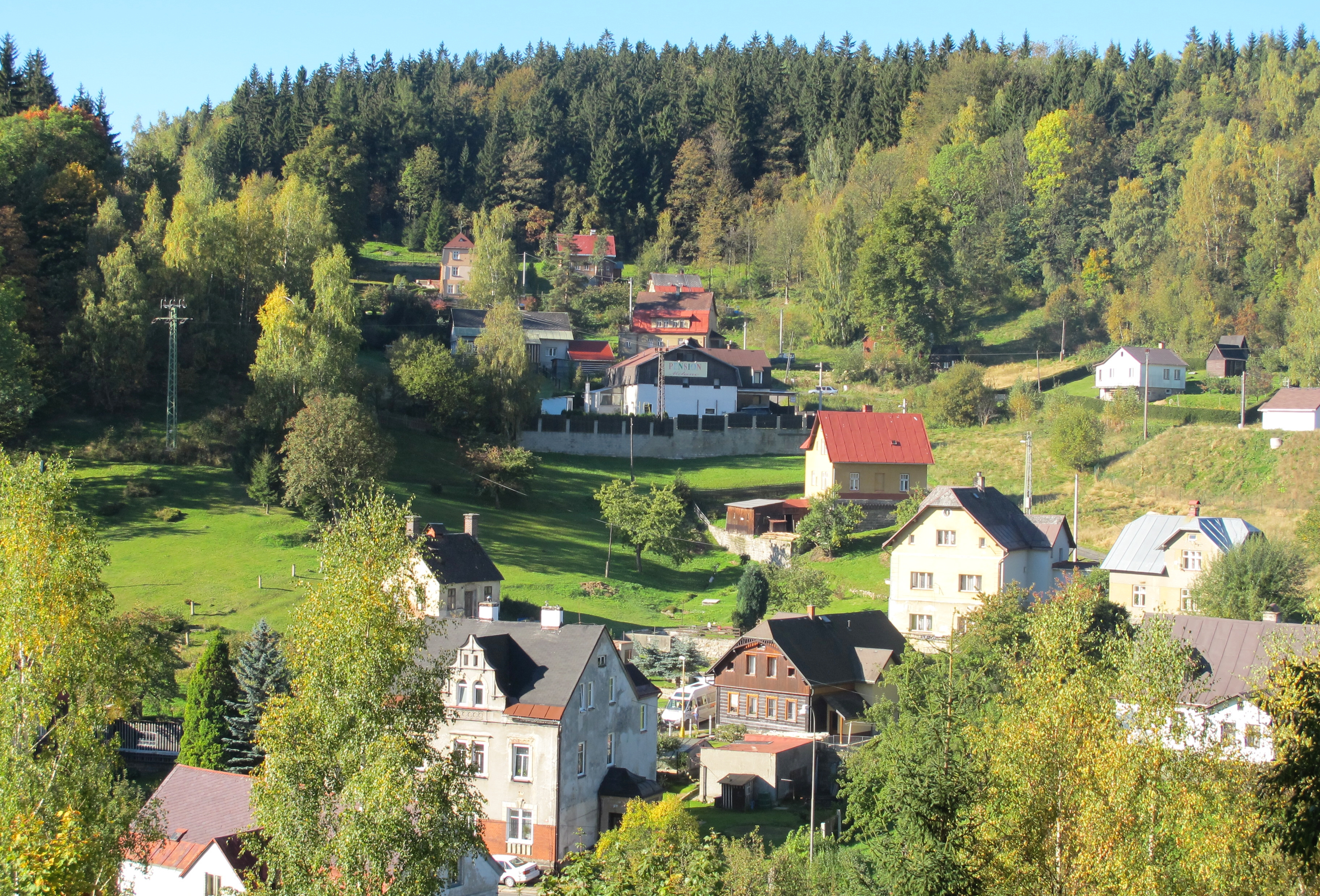
Ortsteil in typischer Umgebung

## Geographie
Die Ortschaft liegt in Nordböhmen im Tal der Weißen Neiße am Lautschneibach im Isergebirge. Die Gemeindefläche beträgt ca. 147 km².

## Geschichte

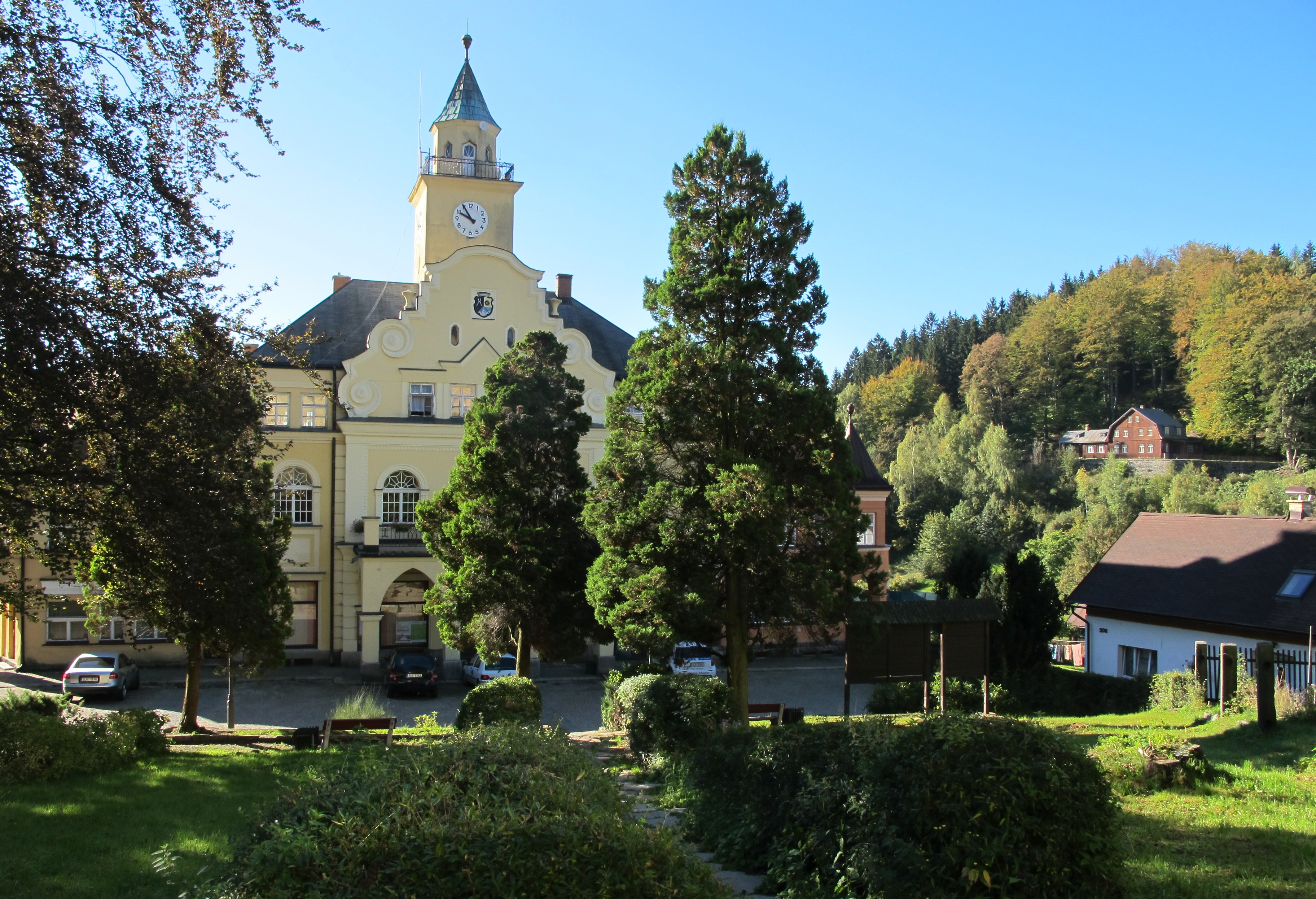
Gemeindehaus

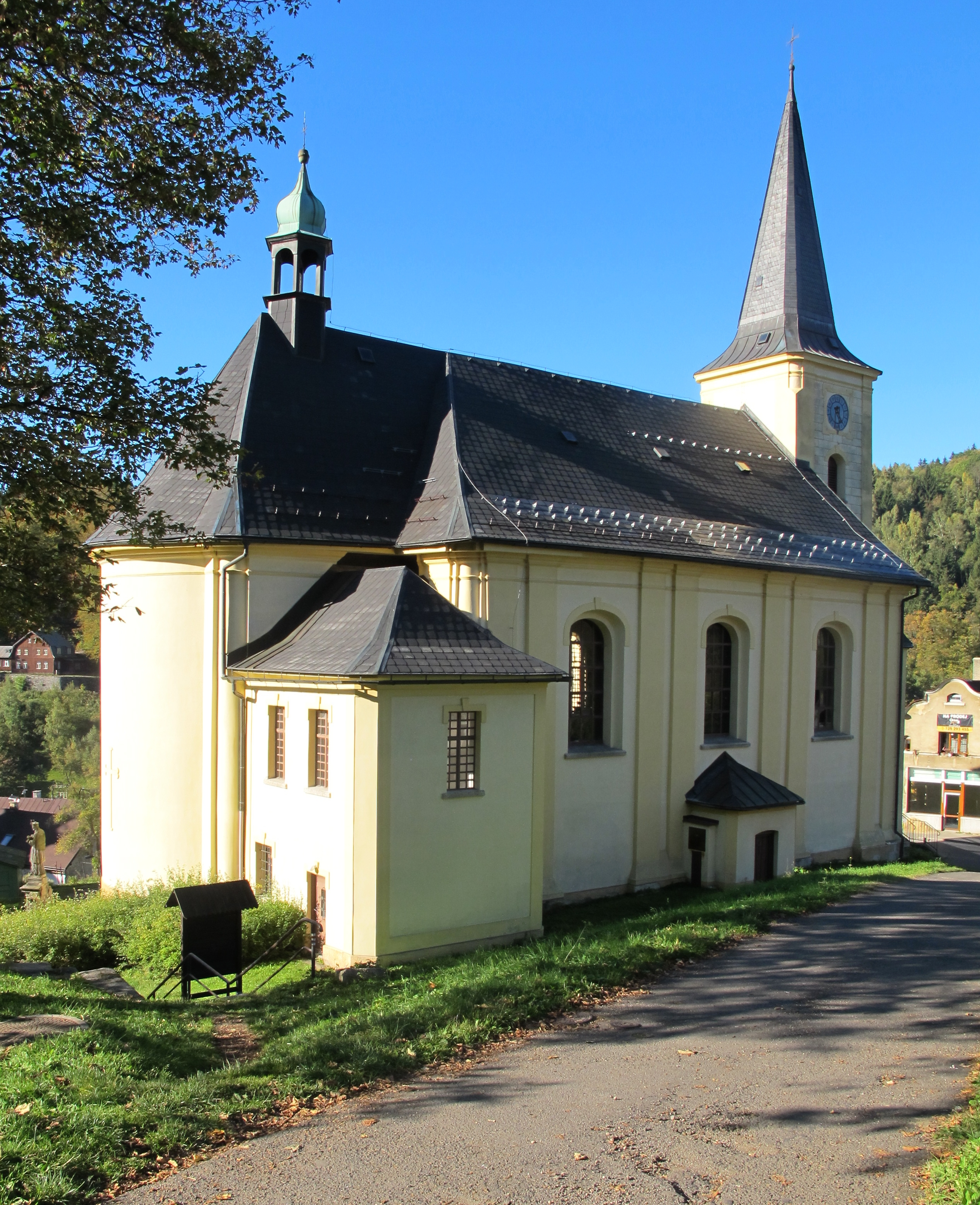
Dorfkirche (erbaut 1804)

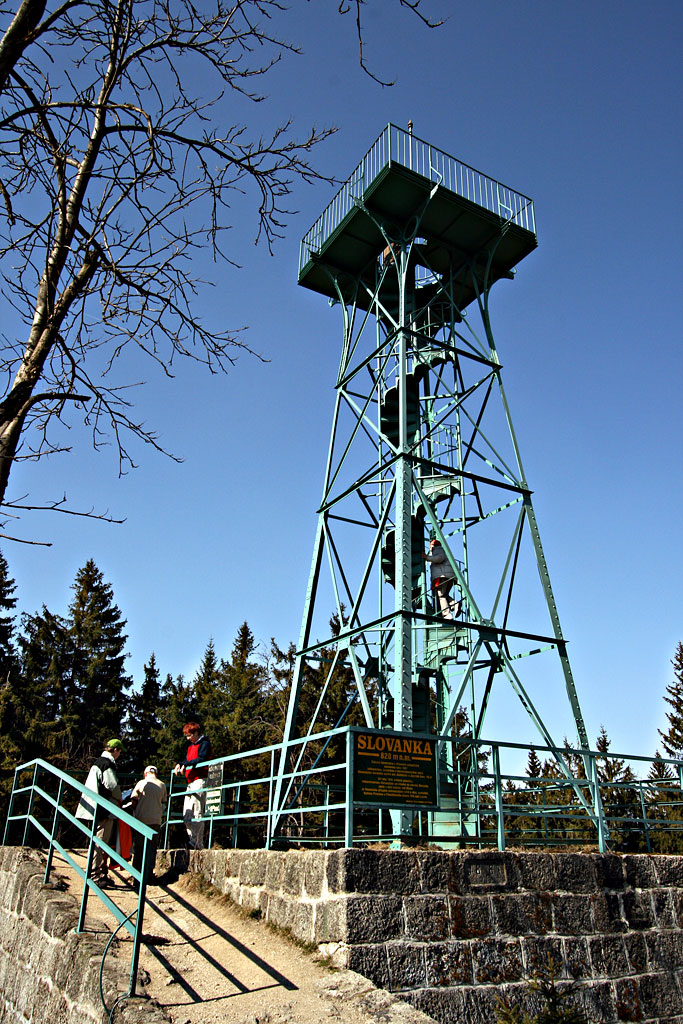
Aussichtsturm Slovanka

Das Dorf soll im Jahr 1630 angelegt worden sein.
In dem Jahr ließ sich ein flüchtiger Rekrut namens Johan Wolfgang Reckziegel aus Gistej (heute Jistebsko) im heutigen Ort nieder. Im Jahr 1681 wurde die erste Kapelle (aus Holz) auf Kosten der Dorfgemeinde gebaut, um 1700 die erste Kirche aus Stein. Im Jahr 1800 wurde die Kirche zur Pfarrkirche erhoben und 1804 aus Stein neu errichtet.
1758 wird die erste Glashütte erwähnt. Im Jahr 1772 brach die Pest über den Ort herein. 1811 wurde die Kirche des Johannes des Täufers eingeweiht. Im Jahre 1849 wurde die erste Textilmanufaktur in Betrieb genommen, zehn Jahre später kamen elf Glasschleifereien und Händler hinzu. Ab der Mitte des 19. Jahrhunderts bildete Johannesberg eine Gemeinde im Gerichtsbezirk Gablonz an der Neiße. Im Jahre 1869 lebten im Ort 2357 Menschen.
Neben einer großen Glasfabrik gab es um die 80 Betriebe der Glasschmuck-Hausindustrie, eine Papierfabrik und eine Abfallspinnerei. 1887 wurde auf dem Berg Slovanka (Seibthübel) bei Hrabětice (Grafendorf) ein gusseiserner Aussichtsturm errichtet.
Nach dem Ersten Weltkrieg wurde die Ortschaft Johannesberg 1919 der neu geschaffenen Tschechoslowakei zugeschlagen.
Im Jahr 1920 wurde der Ort zur Stadt mit damals 3200 Bürgern erhoben. Aufgrund des Münchner Abkommens gehörte Johannesberg von 1938 bis 1945 zum Landkreis Gablonz an der Neiße, Regierungsbezirk Aussig, im Reichsgau Sudetenland des Deutschen Reichs.
In den Jahren 1946 bis 1947 wurde die Mehrheit der deutschsprachigen Einwohner enteignet und des Landes verwiesen. Viele fanden in Neugablonz eine neue Heimat.
Der Ort erlebte zahlreiche harte Winter. In einigen Jahren lag der Schnee bis Juni.
Vom 2. April 1900 bis 31. März 1965 war Johannesberg mit Gablonz durch eine elektrische Straßenbahn nach Rychnov (Reichenau) verbunden. Über die Strecke wurde (bis um 1950) auch der Güterverkehr für die örtlichen Industriebetriebe abgewickelt.

### Demographie
Bis 1945 war Johannesberg überwiegend von Deutschböhmen besiedelt, die vertrieben wurden. So ließ sich z. B. die 1927 hier gegründete Glasfirma Keil & Heidrich in Schorndorf nieder.
| Jahr | Einwohner | Anmerkungen    |
| ---- | --------- | -------------- |
| 1830 | 1162      | in 177 Häusern |
| 1920 | 3200      |                |
| 1930 | 2447      | [ 5 ]          |
| 1939 | 2370      | [ 5 ]          |

## Gemeindegliederung
Die Gemeinde Janov nad Nisou besteht aus den Ortsteilen Hrabětice (Grafendorf), Hraničná (Gränzendorf), Janov nad Nisou (Johannesberg) und Loučná nad Nisou (Lautschnei, auch Lautschney). Grundsiedlungseinheiten sind Hraničná, Janov nad Nisou und Loučná nad Nisou.
Das Gemeindegebiet gliedert sich in die Katastralbezirke Hraničná nad Nisou, Janov nad Nisou und Loučná nad Nisou.

## Wirtschaft
Wichtigste Einnahmequelle der Bevölkerung ist der Fremdenverkehr. Der Ort ist heute ein beliebtes Ziel von Touristen des Isergebirges. Jährlich halten sich bis zu 18000 Gäste im Gemeindegebiet auf.

## Sehenswürdigkeiten
Ausflugsziele sind die 858 m hohe Královka (Königshöhe), der Aussichtsturm Slovanka, die Talsperre Josefův Důl und die ehemalige Glashütte Kristiánov (Christianstal).